# Autoridade para Atribuição de Números da Internet

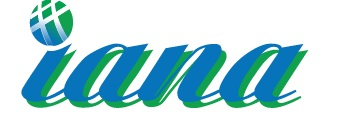
Internet Assigned Numbers Authority

A Autoridade para Atribuição de Números da Internet (em inglês: Internet Assigned Numbers Authority" (IANA)) é a organização mundial que supervisiona a atribuição global dos números na Internet, entre os quais estão os números das portas, os endereços IP, sistemas autônomos, servidores-raiz de números de domínio DNS e outros recursos relativos aos protocolos de Internet. Atualmente é um departamento da Corporação da Internet para Atribuição de Nomes e Números (ICANN).
A IANA está sediada em Marina del Rey, Califórnia, e foi criada por iniciativa de Jon Postel. A princípio foi estabelecida informalmente como referência de várias funções técnicas para a ARPANET, por Postel e Joyce K. Reynolds na Universidade da Califórnia em Los Angeles (UCLA) e no ISI (USC Information Sciences Institute; em português, Instituto de Ciências da Informação) da Universidade da Califórnia do Sul), por força de um contrato do ISI com o Departamento de Defesa dos Estados Unidos, até que foi criada a ICANN para assumir essa responsabilidade, mediante um contrato do Departamento de Comércio. Assim, a partir de 1998, a IANA tornou-se um departamento da ICANN, a autoridade suprema de regulação da Internet.